# Reserva natural del Desierto de Gibson
La Reserva natural del Desierto de Gibson (en inglés: Gibson Desert Nature Reserve) es el nombre que recibe un área protegida con el estatus de reserva natural que ocupa unos 18.900 kilómetros cuadrados y está situada en el desierto de Gibson en el centro del estado de Australia Occidental en Australia. La reserva natural es remota y poco visitada por los turistas, y es administrada por la oficina regional del Departamento de Medio Ambiente y Conservación de Kalgoorlie. Ubicada en la zona árida de Australia, las características de la reserva incluyen dunas de arena y llanuras, meseta pedregosas con colinas y llanuras onduladas de laterita. La vegetación dominante es spinifex entremezcla con arbustos y árboles bajos. 